# Beat Ludwig von Mülinen

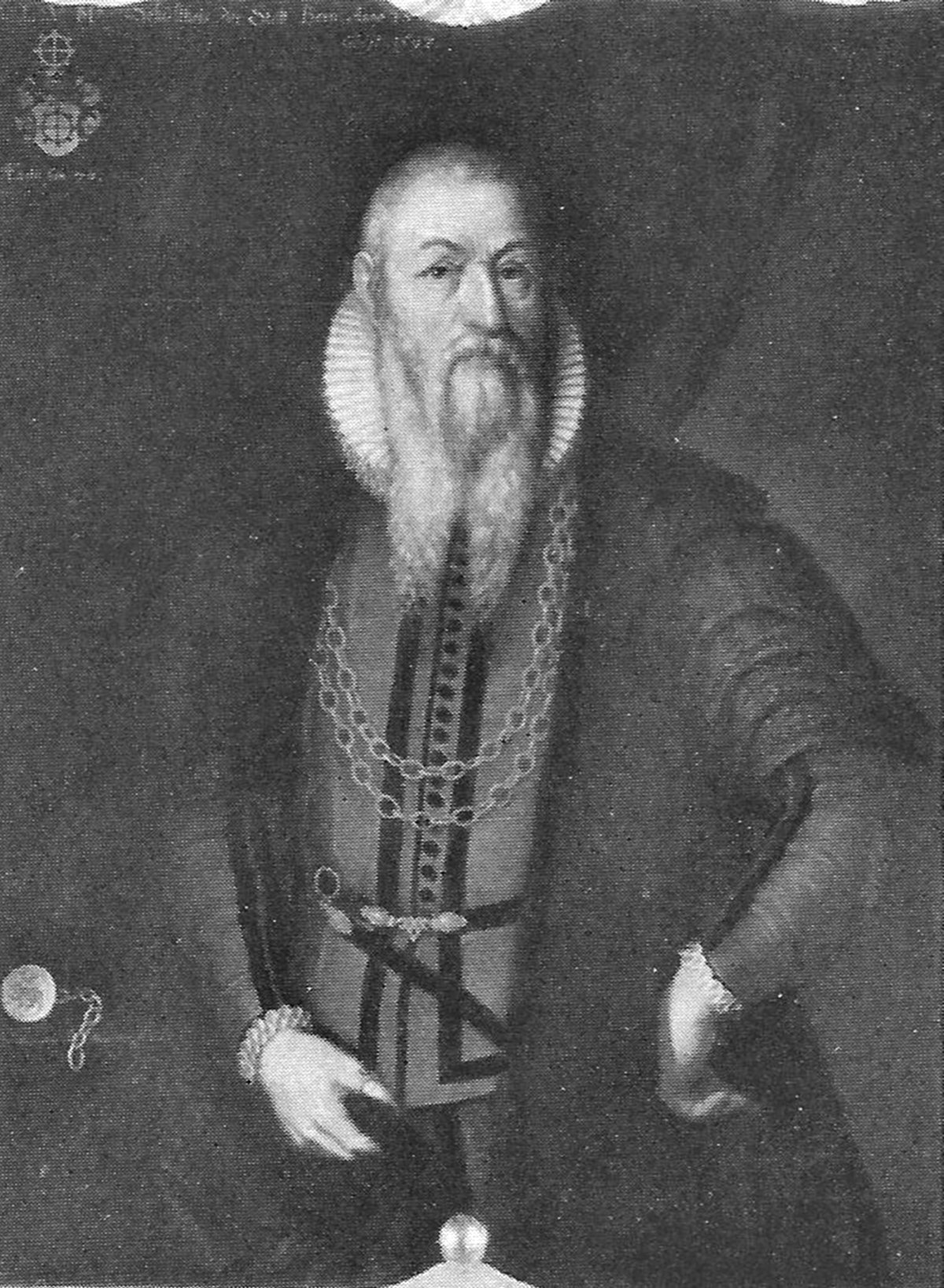
Beat Ludwig von Mülinen

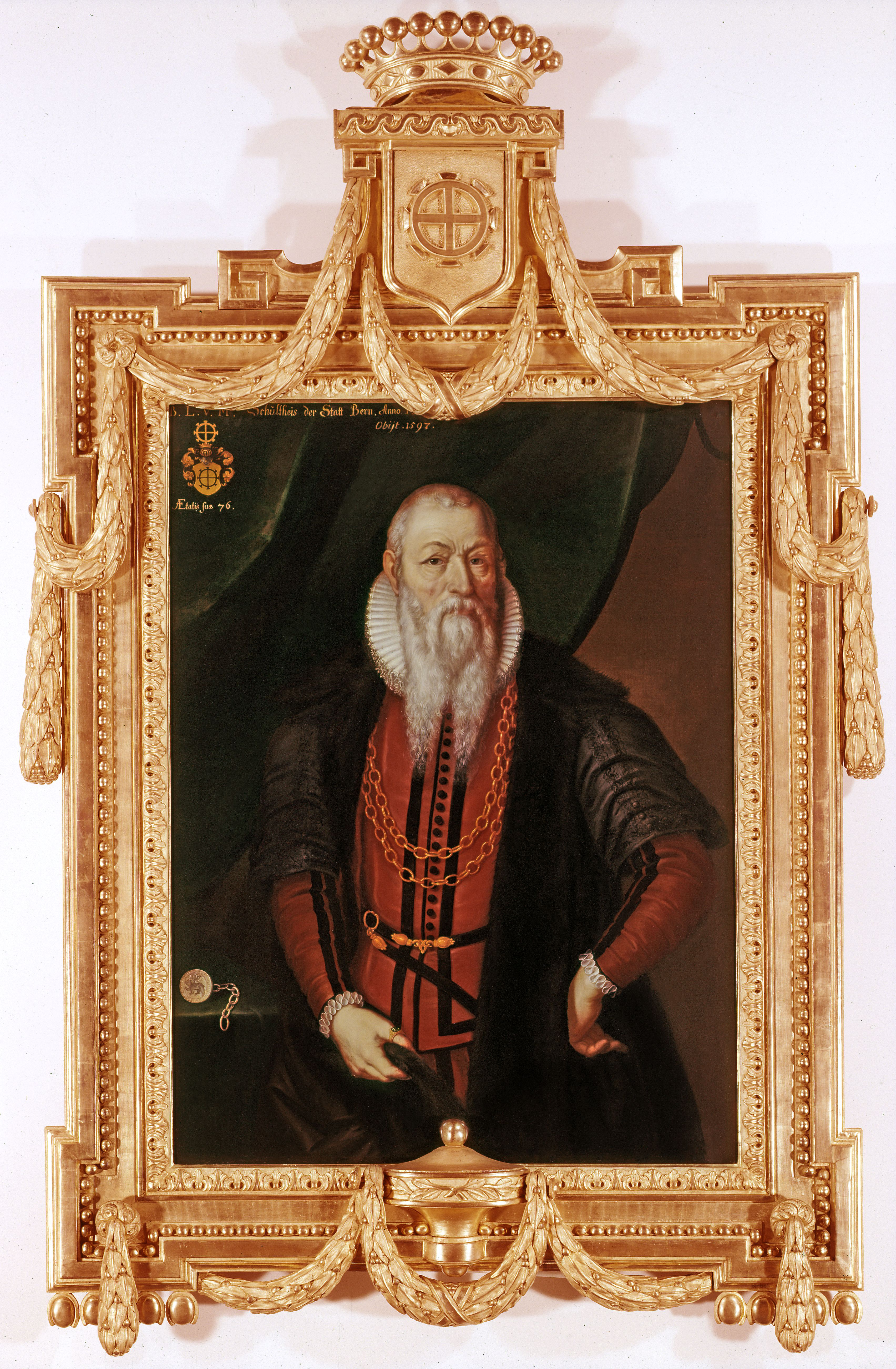
Porträt von Beat Ludwig von Mülinen (1521–1597), Öl auf Leinwand, 17. Jahrhundert, [https://katalog.burgerbib.ch/detail.aspx?ID=101463 Burgerbibliothek Bern, M.126

Beat Ludwig von Mülinen (* 1. September 1521; † 7. August 1597 in Bern) war Schultheiss der Stadt Bern.
Beat Ludwig war der Sohn des Kaspar von Mülinen und Enkel des Ludwig von Diesbach. Er war in erster Ehe verheiratet mit Margaretha Nägeli, Tochter des Hans Franz Nägeli und in zweiter Ehe mit Anna von Wyngarten. Ab 1542 sass er im Grossen Rat, war 1543 bis 1550 Schultheiss von Burgdorf, ab 1552 war er im Kleinen Rat, 1552 bis 1560 Landvogt von Gex und von 1568 bis 1597 Schultheiss von Bern. Er übernahm zahlreiche bernische Gesandtschaften bei der Tagsatzung, nach Frankreich und Savoyen. Mülinen handelte 1579 den Vertrag zwischen Frankreich, Bern und Solothurn zum Schutze Genfs aus sowie 1589 den Verzicht Berns auf die Vogtei Gex, Thonon und Ternier zugunsten von Savoyen. 
Im Jahr 1570 kaufte er Schloss Wittigkofen.

## Archive
- Bestände in der Burgerbibliothek Bern